# Gheneral Inzovo, Iambol
Gheneral Inzovo (în bulgară Генерал Инзово) este un sat în comuna Tundja, regiunea Iambol,  Bulgaria. 

## Demografie
Componența etnică a satului Gheneral Inzovo
     Bulgari (95,97%)
     Nicio identificare (2,52%)
     Altele (2,06%)
La recensământul din 2011, populația satului Gheneral Inzovo era de 870 locuitori. Din punct de vedere etnic, majoritatea locuitorilor (95,97%) erau bulgari. Pentru 2,52% din locuitori nu este cunoscută apartenența etnică.